# Collegio uninominale Trentino-Alto Adige - 03 (Camera dei deputati 2020)
Il collegio elettorale uninominale Trentino-Alto Adige - 03 è un collegio elettorale uninominale della Repubblica Italiana per l'elezione della Camera dei deputati.

## Territorio
Come previsto dalla legge n. 51 del 27 maggio 2019, il collegio è stato definito tramite decreto legislativo all'interno della circoscrizione Trentino-Alto Adige.
È formato dal territorio di 41 comuni della provincia autonoma di Bolzano: Aldino, Andriano, Anterivo, Appiano sulla strada del vino, Avelengo, Bolzano, Bronzolo, Caldaro sulla strada del vino, Cermes, Cornedo all'Isarco, Cortaccia sulla strada del vino, Cortina sulla strada del vino, Egna, Gargazzone, Lagundo, Laives, Lana, Lauregno, Magrè sulla Strada del Vino, Marlengo, Meltina, Merano, Montagna sulla Strada del Vino, Nalles, Nova Levante, Nova Ponente, Ora, Postal, Proves, Salorno, San Genesio Atesino, San Pancrazio, Scena, Senale-San Felice, Terlano, Termeno sulla strada del vino, Tesimo, Trodena nel parco naturale, Ultimo, Vadena e Verano.
Il collegio è parte del collegio plurinominale Trentino-Alto Adige - 01.

## Eletti
| Elezione | Elezione | Deputato          | Partito                |
| -------- | -------- | ----------------- | ---------------------- |
|          | 2022     | Manfred Schullian | Südtiroler Volkspartei |

## Dati elettorali

### XIX legislatura
Come previsto dalla legge elettorale, 147 deputati sono eletti con sistema a maggioranza relativa in altrettanti collegi uninominali a turno unico.
| Candidati                                 | Candidati                   | Voti    | %     | Liste                          | Voti    | %     |
| ----------------------------------------- | --------------------------- | ------- | ----- | ------------------------------ | ------- | ----- |
|                                           | Manfred Schullian ✔️ Eletto | 40 995  | 32,94 | Südtiroler Volkspartei         | 40 995  | 32,94 |
|                                           | Sabrina Adami               | 31 212  | 25,08 | Fratelli d'Italia              | 19 322  | 15,52 |
| Lega per Salvini Premier                  | Sabrina Adami               | 31 212  | 25,08 | 8 325                          | 6,69    |       |
| Forza Italia                              | Sabrina Adami               | 31 212  | 25,08 | 3 058                          | 2,46    |       |
| Noi moderati/Lupi - Toti - Brugnaro - UDC | Sabrina Adami               | 31 212  | 25,08 | 527                            | 0,42    |       |
|                                           | Elide Mussner               | 27 933  | 22,44 | Partito Democratico-IDP        | 16 014  | 12,87 |
| Alleanza Verdi e Sinistra                 | Elide Mussner               | 27 933  | 22,44 | 8 704                          | 6,99    |       |
| +Europa                                   | Elide Mussner               | 27 933  | 22,44 | 2 843                          | 2,28    |       |
| Impegno Civico - Centro Democratico       | Elide Mussner               | 27 933  | 22,44 | 372                            | 0,30    |       |
|                                           | Renate Holzeisen            | 8 228   | 6,61  | Vita                           | 8 228   | 6,61  |
|                                           | Angelo Rizzo                | 6 434   | 5,17  | Movimento 5 Stelle             | 6 434   | 5,17  |
|                                           | Mauro Randi                 | 5 791   | 4,65  | Azione - Italia Viva - Calenda | 5 791   | 4,65  |
|                                           | Hannes Schick               | 1 850   | 1,49  | Italexit                       | 1 850   | 1,49  |
|                                           | Francesco Alberti           | 1 021   | 0,82  | Unione Popolare                | 1 021   | 0,82  |
|                                           | Maria Rosa Avellino         | 987     | 0,79  | Italia Sovrana e Popolare      | 987     | 0,79  |
| Totale                                    | Totale                      | 124 471 | 100   |                                | 124 471 | 100   |
|                                           |                             |         |       |                                |         |       |
| Schede bianche                            | Schede bianche              | 2 961   | 2,26  |                                |         |       |
| Schede nulle                              | Schede nulle                | 5 874   | 4,47  |                                |         |       |
| Votanti                                   | Votanti                     | 131 306 | 64,72 |                                |         |       |
| Elettori                                  | Elettori                    | 202 884 |       |                                |         |       |